# 254
| [ Edytuj tabelę ] |                                                           |
| Władca Korei      | - 248 Chungch’ŏn 270                                      |
| Papież            | - 251 Nowacjan 258 - 253 Lucjusz I 254 - 254 Stefan I 257 |
| Król Persji       | - 241 Szapur I 272                                        |
| Cesarz Rzymu      | - 253 Walerian I 260 - 253 Galien 268                     |

Rok 254 / CCLIV
stulecia: II wiek ~
III wiek ~
IV wiek

lata: 244 «
249 «
250 «
251 «
252 «
253 «
254
» 255
» 256
» 257
» 258
» 259
» 264

## Wydarzenia
- 12 maja – Stefan I został papieżem.

## Zmarli
- 5 marca – Lucjusz I, papież.
- Orygenes, chrześcijański filozof i teolog (ur. ≈185).